# Bibliografie van Wikipedia
Dit is een lijst van boeken die zijn geschreven over de internetencyclopedie Wikipedia.

## Wikipedia als primair onderwerp

### Nederlandstalig
- Arijs, Hilke: Erfgoed ontstluiten via Wikipedia, 2023, 49 blz., ZENDER
- Gelauff, Lodewijk: Schrijven voor Wikipedia - De handleiding, 2018, 127 blz., Van Duuren Media, ISBN 978-94-6356-079-5
- Gelauff, Lodewijk: Schrijven voor Wikipedia - De handleiding, 2024, 68 blz. (PDF)
- Van Pamel, Geert: Vrije kennis ontsluiten met Wikidata, Wikipedia en Wikimedia Commons, 2025, 49 blz., Wikimedia België, D/2025/13702/0001

### Anderstalig
- (en)  Ayers, Phoebe, Charles Matthews en Ben Yates: How Wikipedia Works: And How You Can Be a Part of It, 2008, No Starch Press, ISBN 9781593271763
- (en)  Broughton, John: Wikipedia – The Missing Manual, 2008, O'Reilly Media, ISBN 9780596521745
- (en)  Dalby, Andrew: The World and Wikipedia: How We Are Editing Reality, 2009, Siduri Books, ISBN 9780956205209
- (fr)  Gourdain, Pierre, Florence O'Kelly, Béatrice Roman-Amat, Delphine Soulas en Tassilo von Droste zu Hülshoff: La Révolution Wikipédia, 2007, Les Mille et Une Nuits, Parijs, ISBN 978-2-7555-0051-6
- (pt)  Gregianin, Leonardo en Eduardo Pinheiro: Wikipédia: a Enciclopédia Livre e Gratuita da Internet, 2010, Novatec, ISBN 978-85-7522-216-4
- (en)  Jemielniak, Dariusz: Common Knowledge?: An Ethnography of Wikipedia, 2014, Stanford University Press, Stanford, ISBN 9780804789448
- (de)  Kallass, Kerstin: Schreiben in der Wikipedia - Prozesse und Produkte gemeinschaftlicher Textgenese,  2015, Springer VS, EAN 9783658082642
- (en)  Leitch, Thomas: Wikipedia U – Knowledge, Authority, and Liberal Education in the Digital Age, 2014, Johns Hopkins University Press, EAN: 9781421415352
- (en)  Lih, Andrew: The Wikipedia Revolution: How a Bunch of Nobodies Created the World's Greatest Encyclopedia, 2009, Hyperion, ISBN 9781401303716
- (en)  Lovink, Geert en Nathaniel Tkacz: Critical Point of View: A Wikipedia Reader, 2011, Institute of Network Cultures, Amsterdam, ISBN 978-90-78146-13-1
- (en)  Lund, Arwid: Wikipedia, Work and Capitalism - A Realm of Freedom?, 2018, Palgrave Macmillan, EAN: 9783319844633
- (de)  Merz, Manuel: Die Wikipedia-Community - Typologie der Autorinnen und Autoren der freien Online-Enzyklopädie, 2019, Springer VS, EAN: 978365828113
- (en)  O'Sullivan, Dan: Wikipedia: A New Community of Practice?, 2009, Ashgate, Farnham, ISBN 9780754674337, OCLC 320696473
- (en)  Reagle, Joseph M.  jr.: Good Faith Collaboration: The Culture of Wikipedia, 2010, The MIT Press, ISBN 9780262014472
- (en)  Rijshouwer, Emiel Alexander: Organizing Democracy. Power concentration and self-organization in the evolution of Wikipedia. Rotterdam, Erasmus Universiteit, 2019. Online versie
- (de)  Stegbauer, Christian: Wikipedia - Das Rätsel der Kooperation, 2009, 321 blz., VS Verlag für Sozialwissenschaften, EAN: 9783531165899
- (en)  Tereszkiewicz, Anna: Genre Analysis of Online Encyclopedias – The Case of Wikipedia, 2013, 190 blz., Jagiellonian University Press, EAN: 9788323328131
- (en)  Tkacz, Nathaniel: Wikipedia and the Politics of Openness, 2014, University of Chicago Press, ISBN 978-0-226-19244-4

## Wikipedia als belangrijk niet-primair onderwerp
- (en)  Benkler, Yochai: The Wealth of Network: How Social Production Transforms Markets and Freedom, 2006, Yale University Press, New Haven, ISBN 978-0-300-12577-1
- (en)  Keen, Andrew: The Cult of the Amateur: How Today's Internet is Killing Our Culture, 2007, Crown Business, ISBN 9780385520805

## Wikipedia als bronmateriaal
- (en)  Bridle, James (Ed.): The Iraq War: A Historiography of Wikipedia Changelogs, 2010. Geprint in een oplage van 1. Geen ISBN
- (en)  Fruhlinger, Josh en Conor Lastowka: [Citation Needed]: The Best of Wikipedia's Worst Writing, 2011, CreateSpace Independent Publishing Platform, ISBN 9781466346987
- (en)  Skiena, Steven en Charles Ward: Who's Bigger?: Where Historical Figures Really Rank, 2013, Cambridge University Press, Cambridge, ISBN 978-1107041370